# Oluf Braren

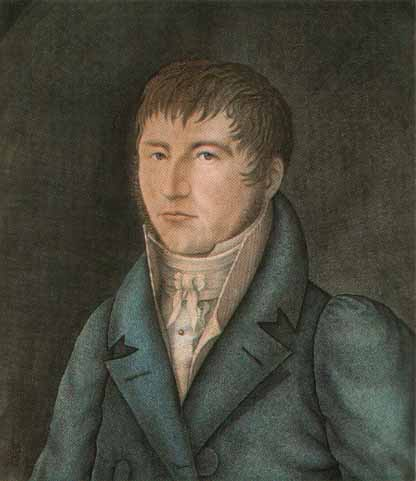
Oluf Braren: Selbstporträt

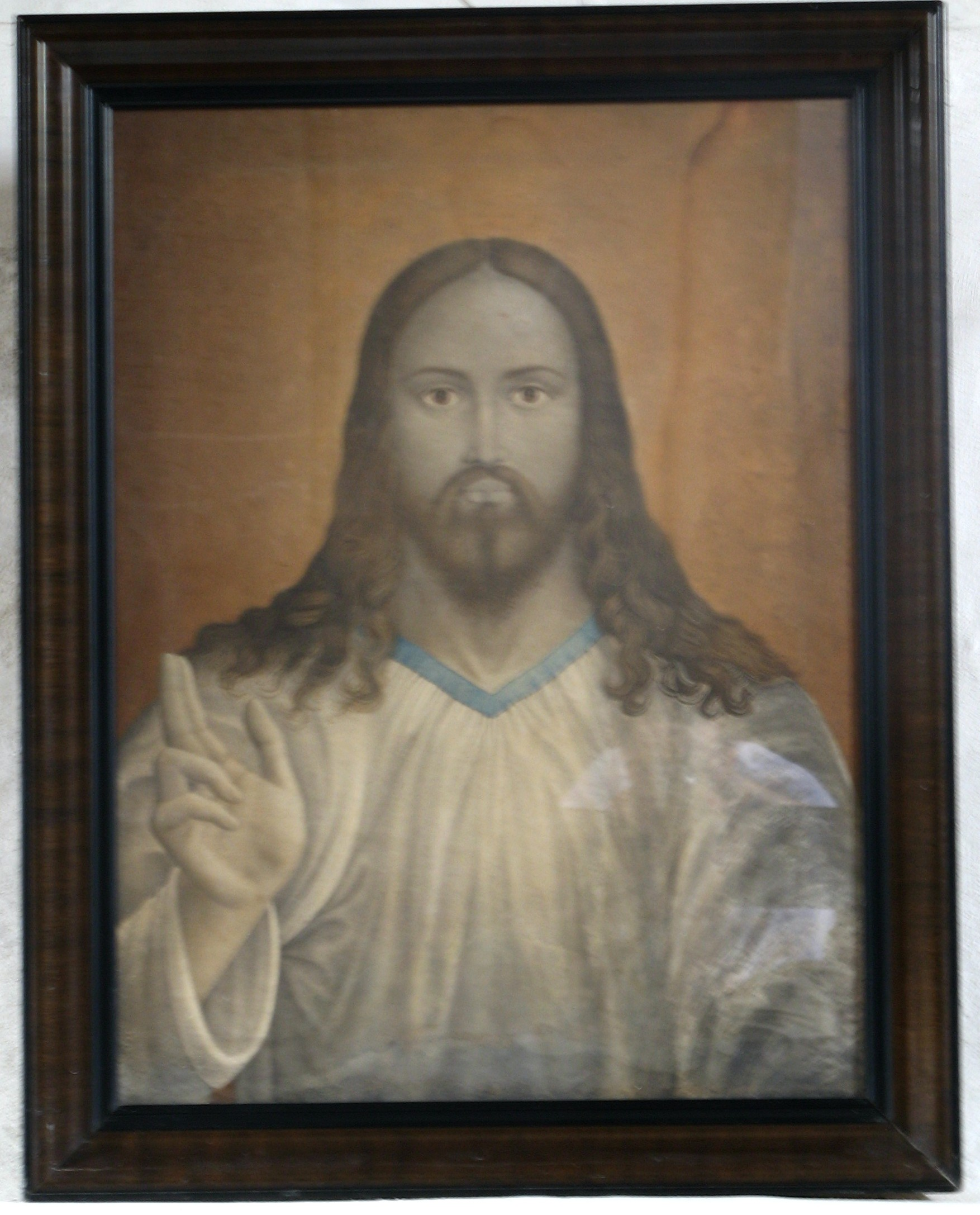
Oluf Braren: Christusbild

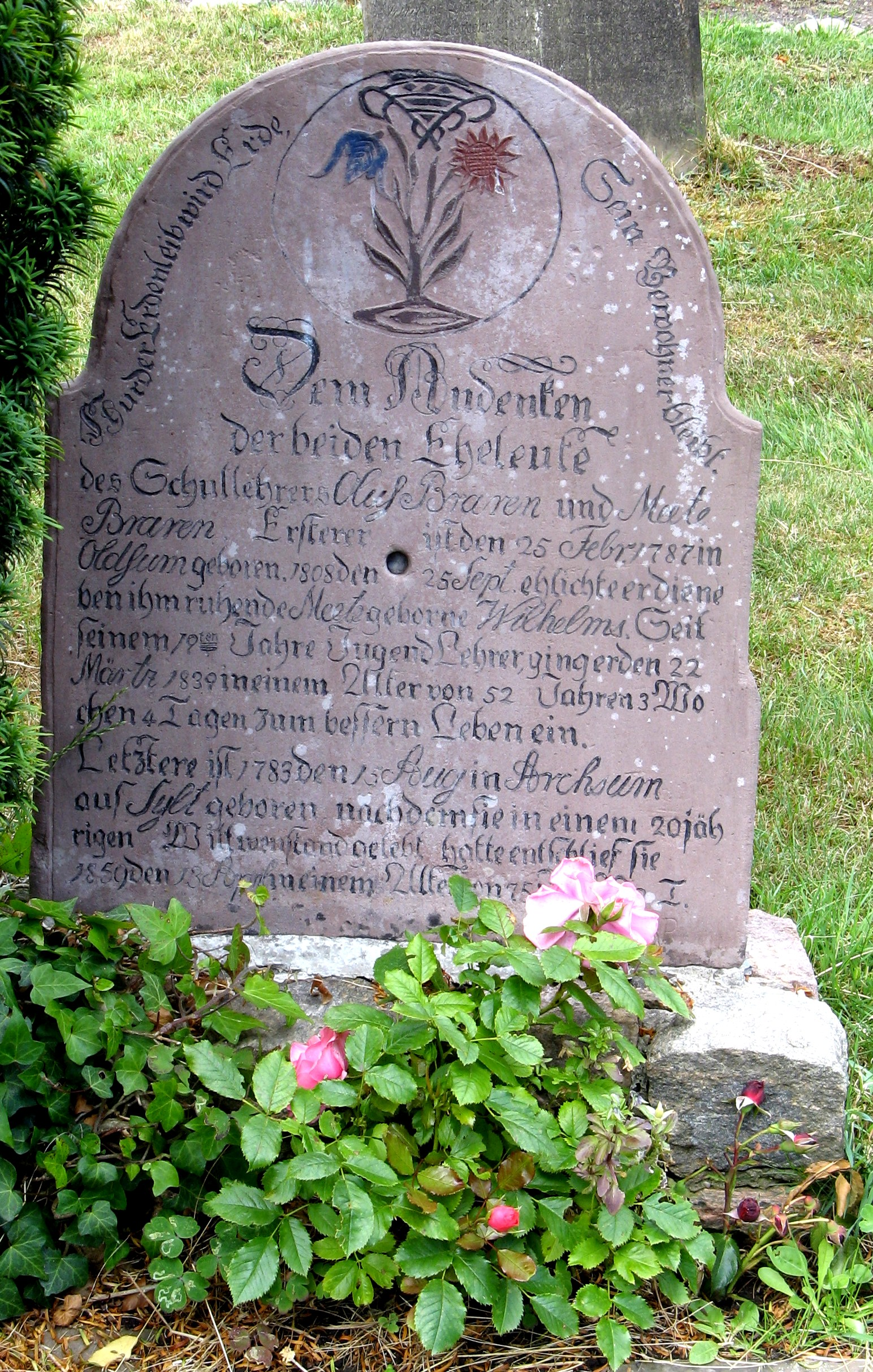
Grab Oluf Brarens auf dem Friedhof der Kirche St. Laurentii (Süderende)

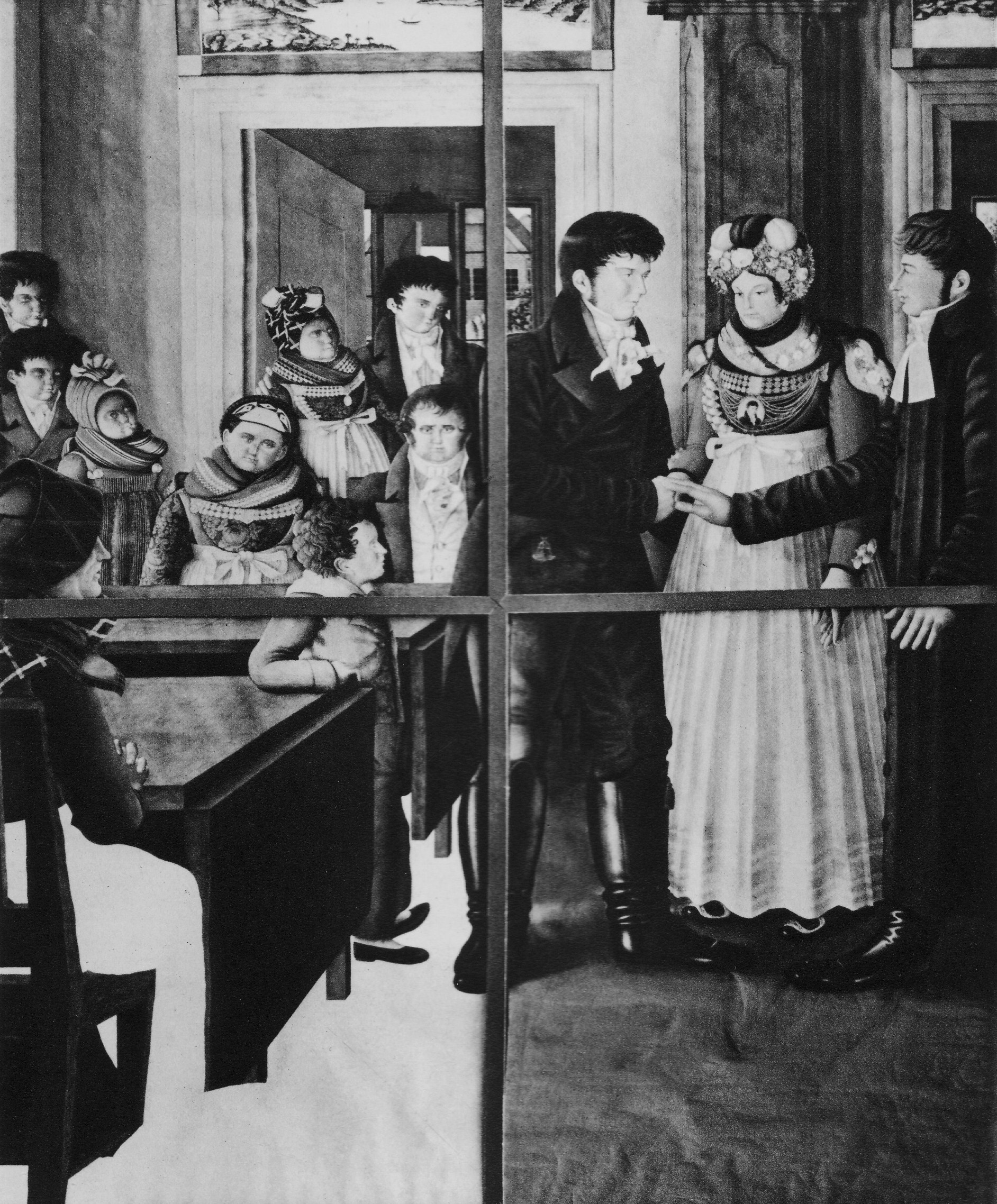
Haustrauung auf Föhr

Oluf Braren (* 25. Februar 1787 in Oldsum; † 22. März 1839 in Toftum) war ein dänisch-friesischer Maler und Vertreter der naiven Malerei. Einige der Werke dieses Laienmalers zeigen eine enge Verbundenheit mit seiner nordfriesischen Heimat. Bekannt sind Porträts, Schilderungen des Volkslebens und Bilder zu religiösen und mythologischen Themen.

## Leben
Oluf Braren wurde in Oldsum auf Föhr in Nordfriesland geboren. Sein Vater war Schmied und Bauer. Im Alter von 19 Jahren wurde er Lehrer auf der Insel Sylt, nachdem er das nötige Wissen – wie auch die Malerei – im Selbststudium erworben hatte. Sein Neffe Brar C. Braren schreibt in seinen Memoiren über Oluf Braren: „… denn andere Lehrer als Bücher hat er nie gehabt. … Wie die Gebildeten seiner Zeit war er Rationalist.“ Am 25. September 1808 heiratete er die Sylterin Meete, geb. Wilhelms. Neben dem Malen beschäftigte sich Braren mit dem Studium der Natur und legte eine umfangreiche Naturaliensammlung an.
Um 1810 siedelte das Ehepaar nach Utersum auf Föhr über; Braren arbeitete dort als Lehrer. Er begann ein Liebesverhältnis zu Ing Peter Matzen aus dem Nachbardorf Hedehusum. Diese Beziehung bestand etwa sieben Jahre und brachte zwei Kinder hervor, während Brarens Ehe mit Meete kinderlos blieb. Braren verlor seine Stelle, als das Verhältnis publik wurde, und zog nach Toftum, wo er in ärmlichen Verhältnissen als Hilfslehrer arbeitete.
Ing Peter Matzens Bruder Peter Nahmen Matthiesen war mit Braren befreundet und nahm bei ihm Mal- und Zeichenunterricht. Als sich bei Peter Matthiesen eine besondere Begabung herausstellte, ging dieser um 1818 nach Eutin, um bei Wilhelm Tischbein Unterricht zu nehmen. Oluf Braren begleitete seinen ehemaligen Schüler dorthin und blieb nachweislich eine Woche bei Tischbein in Eutin. Er wurde so zumindest indirekt stark von Tischbeins Kunst beeinflusst, was in Brarens nachfolgenden Werken zum Ausdruck kommt.

## Rezeption
Zu Lebzeiten blieb Braren weitgehend unbekannt und seine Bilder wurden wenig geschätzt. Noch als 1897 der Nachlass seines Neffen Jürgen Braren verteilt wurde, ist überliefert, dass die Verwandtschaft einem Mikroskop den Vorzug gegenüber drei Gemälden von Oluf Braren gab. Erst im 20. Jahrhundert erfuhr sein Werk eine große Wertschätzung.
Oluf Brarens Leben wurden in zwei Romanen verarbeitet:
- Mia Munier-Wroblewski: Olaf Braren [sic]. Meissner, Schloss Bleckede an der Elbe 1948.
  - Neuauflage: Olaf Braren (= Nordfriesland im Roman, Bd. 4). Herausgegeben von Arno Bammé und Thomas Steensen. Husum Druck- und Verlagsgesellschaft, Husum 2010, ISBN 978-3-89876-501-5.
- Olaf Schmidt: Friesenblut. Eichborn-Verlag, Berlin 2006, ISBN 3-8218-0770-9.

## Werke (Auswahl)
- Selbstbildnis, ca. 1820
- Helena, ca. 1820er Jahre
- Porträt Oluf Oken, 1820er Jahre
- Jong Gontje Braren 1820er Jahre
- Föhrer Braut, ca. 1830
- Haustrauung auf Föhr (spätere Fassung; unvollendet), ca. 1830. Vermutlich zeigt das Bild die Trauung von Brarens Bruder Früd im Jahr 1808.[2]